# Camaná
Camaná è un comune del Perù, situato nella regione di Arequipa e capoluogo della provincia di Camaná.

## Curiosità
Camana' viene citata più volte dal noto scrittore peruviano Mario Vargas Llosa nel suo autobiografico romanzo La zia Julia e lo scribacchino, specie in riferimento alle piantagioni di cotone e alle attività di agricoltura svolte dai pionieri che popolavano la regione di Arequipa, che diede anche i natali allo stesso scrittore.